# Engenharia óptica

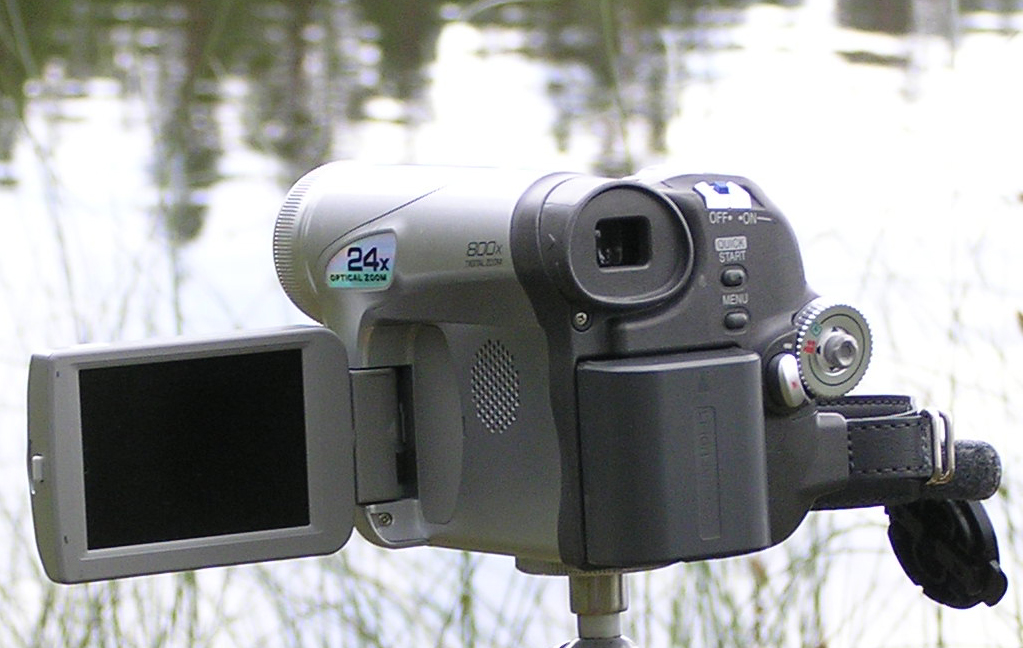
Câmera de vídeo.

Engenharia óptica é a disciplina que aplica os princípios científicos da óptica a finalidades práticas como o projeto, construção e aplicação de instrumentos ópticos, sistemas e componentes.

## Aplicações
Nos últimos anos a ciência da óptica sofreu grandes transformações, com o surgimento dos lasers, fibras ópticas, optoeletrônica e outros desenvolvimentos. A engenharia óptica tem acompanhado estas mudanças e vem tornando-se uma disciplina cada vez mais importante para a tecnologia moderna.
A crescente presença dos sistemas ópticos na vida quotidiana das pessoas ilustra bem este ponto: cada vez mais usamos câmera de vídeo, camcorders, aparelhos de áudio com discos laser, CD-ROMs e redes telefônicas com fibras-ópticas, todos sistemas que usam óptica em sua operação. A óptica e as imagens são fundamentais para a medicina moderna, como por exemplo em cirurgias a laser, ultrassonografia, tomografia computadorizada e endoscopia, entre outros.
O escopo da fotônica inclui a emissão, transmissão, deflexão, amplificação e detecção de luz por componentes e instrumentos de óptica, lasers e outras fontes de luz, fibras ópticas, instrumentação eletro-óptica e outros sistemas sofisticados de hardware e software. Suas aplicações vão desde a geração e detecção de radiação luminosa até as comunicações e o processamento de informações. A engenharia óptica é parte fundamental neste campo tecnológico, uma vez que a maioria destes sistemas depende criticamente do uso de componentes e instrumentos de óptica.
A engenharia óptica pode ser dividida em especialidades, geralmente complementares, no sentido de que, para construir um sistema óptico se faz uso de cada uma delas em maior ou menor medida. As principais especialidades são:
- Projeto de lentes
- Projeto de instrumentos
- Projeto optomecânico
- Projeto optoeletrônico
- Recobrimentos ópticos
- Teste de sistemas e componentes
- Fabricação óptica

## No futuro
À taxa de crescimento actual, especula-se que assim como o século XX foi o século da eletrônica, o século XXI possa ser marcado por uma nova tecnologia, a fotônica.